# My Song Goes Round the World
My Song Goes Round the World ist ein britischer Liebes- und Musikfilm aus dem Jahre 1934 von Richard Oswald. Es handelt sich dabei um ein Eins-zu-Eins-Remake des im Vorjahr vom selben Regisseur gedrehten Erfolgsfilms Ein Lied geht um die Welt mit Joseph Schmidt und Charlotte Ander. Beide Darsteller wiederholten auch in der britischen Fassung ihre Rollen.

## Handlung
Die Handlung spielt wie in der deutschen Version in Venedig. Der klein gewachsene Ricardo ist ein unbekannter Tenor, der wegen seiner wenig stattlichen Erscheinung kaum beschäftigt wird. Sein Freund Rico, ein hoch gewachsener attraktiver Mann, arbeitet als Musikclown. Beide leben unter einem Dach. Der arbeitslose Tenor sieht kaum noch Chancen für ein Engagement an der Oper und will daher versuchen, sein Glück als Rundfunksänger zu machen. Doch auch beim Radio bleibt der Erfolg zunächst aus. Ricardo aber gibt nicht auf und beginnt, einfach zu singen. Die Mitarbeiter des Senders sind begeistert, und man will es dennoch mit Ricardo versuchen. Nach und nach ruft seine Stimme bei den Zuhörern und vor allem Zuhörerinnen Begeisterung hervor, und seine Sendungen machen ihn berühmt. Es werden Schallplatten mit ihm herausgebracht, und auch als Duo haben Ricardo und Rico Erfolg. 
In einem Schallplattengeschäft lernt Ricardo die blonde Verkäuferin Nina kennen, die jedoch nur in seine Stimme verliebt ist – zu wenig entspricht seine Erscheinung ihren Erwartungen, die sie an einen Mann stellt. Ricardo ist unglücklich verliebt, und seine Trauer wird umso größer, als er feststellen muss, dass ausgerechnet sein bester Kumpel Rico das Herz von Nina gewinnt. Die Freundschaft der beiden Männer zerbricht daran, und Ricardo möchte nicht mehr mit Rico als Partner auftreten. So versucht Rico eine Solokarriere, doch ganz ohne die goldene Stimme Ricardos will ihn niemand sehen. Der gutmütige Ricardo entschließt sich, die Aufführung des Konkurrenten um Ninas Herz doch noch zu retten und zu singen. Die Freundschaft der beiden ist gerettet. Ricardo wird sich auch weiterhin seiner großen Kunst widmen, während Rico und Nina einer gemeinsamen Zukunft entgegengehen. 

## Produktionsnotizen
My Song Goes Round the World entstand in den Studios von Borehamwood und wurde am 22. September 1934 in London uraufgeführt, eine deutschsprachige Premiere gab es nicht.
David Rawnsley schuf die Filmbauten, Benjamin Cook sorgte für den Ton, Idris Lewis übernahm die musikalische Leitung. Oswalds Sohn Gerd Oswald assistierte ungenannt seinem Vater.